# アラク・テムル
アラク・テムル（Alaγ temür、? - 1456年）は、15世紀中後期の朶顔衛の統治者。漢文史料上では主に阿剌知院（ālà zhīyuàn）と表記される。「アラク・テムル」はモンゴル年代記の一つ、『アルタン・トプチ』での表記であり、『アルタン・トプチ』以外でのモンゴル年代記ではアラク丞相（Alaγ čingsang）とも表記される。
オイラトのエセンが「土木の変」を起した際にはエセン、タイスン・ハーンと同格の将として一軍を率いており、オイラト内でもエセンに次ぐ有力な領侯であった。その後、タイスン・ハーンを弑逆してハーン位に就いたエセンと対立し、これを殺害するという事件を起した人物として知られる。

## 概要

### 出自
14世紀末、モンゴル高原の西北に住まう諸部族は連合してアリクブケの末裔のイェスデルを擁立し、この勢力は後世「四万オイラト（Dorben tumen oyirad）」と呼ばれた。「四万」の指す対象については諸説あるが、岡田英弘はチョロース（ナイマンの後身）、トルグート（ケレイトの後身）、ホイト（オイラトの後身）、バルグト（バルグ・ブリヤートの後身）の四つの万戸（tümen）からなると論じている。
モンゴル年代記の『蒙古源流』では、アラク・テムルを「オイラトのバートトのバガルフン・オトクのアラク丞相（Oyirad Baγatud-un Baγarγun otoγ-un Alaγ čingsang）」と紹介している箇所がある。これによって、宝音徳力根はアラク・テムルがバルグ・ブリヤートを含むバートト・トゥメンの領主であったと推定している。
漢文史料上では、『明仁宗実録』洪熙元年（1425年）正月の記事で安楽王バト・ボラドとともに明朝に使者を派遣した「酋長哈剌」が初見となる。また、この記事によって、アラク・テムルは当初バト・ボラドの属下にあったものと考えられている。
これより先、永楽年間のオイラト内では順寧王トゴン（チョロースの長）、賢義王エセク（トルグートの長）、安楽王バト・ボラド（ホイトの長）という三人の有力者が並び立っていた。しかし永楽22年（1424年）に順寧王トゴンが賢義王エセクを殺害し、また上記洪熙元年の遣使からほどなくバト・ボラドも殺されて、順寧王トゴンがオイラトの最高実力者となった。『明宣宗実録』3年（1430年）正月の記事には「ブリヤート・アイマグの王・知院のホン・アラク（卜里牙愛馬王知院荒哈剌＝Buriyad ayimaγ-un ong qong Alaγ）」が派遣した使者が「オイラトの掠奪を受けたものの、逃れて明朝の下に辿り着いた」との記録がある。この「ホン・アラク（荒哈剌）」はまさにアラク・テムルのことを指し、「掠奪を受けた」というのは順寧王トゴンと安楽王バト・ボラドとの間の内紛に巻き込まれたことを指すのではないかと考えられている。
さらに、宣徳5年（1430年）5月の記事では、順寧王トゴンの属として「演克（エンケ）・阿剌（アラク）」に下賜があったと記される。エンケは安楽王の弟でありながら、アラクと同様にバト・ボラドを見限ってトゴンの配下についた人物であり、この頃までに旧安楽王家の勢力が完全に順寧王家に取り込まれたことが窺える。

### 土木の変
1440年頃にトゴンが死去した後、跡を継いだ息子のエセンはさらなる拡大路線を取った。まずは東方のウリヤンハイ三衛を平定した後、正統12年（1447年）春よりエセンは明朝への侵攻を検討するようになった。この時にはタイスン・ハーンの反対によって実行には移されなかったが、正統14年（1449年）に至ると朝貢問題を切っ掛けとしてオイラト軍による明朝領への大侵攻が始まった。
この大侵攻において、オイラト軍は遊牧国家伝統の中軍・右翼・左翼による3軍構成を取った。明側の記録によると、同年7月にエセンは大同方面に、トクトア・ブハ（タイスン・ハーン）は遼東に、アラク知院は宣府に、それぞれ迫ったという。これに対し、明の正統帝（英宗）は自ら親征軍を率いることを決意し、大同に出撃するも、オイラト軍の巧みな包囲追撃を受けて大敗を喫することとなった（土木の変）。さらにこの時、逃げ遅れた正統帝はオイラト軍の捕虜となってしまい、これを受けて北京の朝廷では景泰帝を擁立するに至った。当初、エセンは正統帝を人質として明朝と交渉しようとしたもの。
この時、オイラトと明の間の講和交渉を仲介したのがアラク知院で、元々明朝出兵に消極的であったアラク知院は「土木の変」以前の8月28日には矢文で書状を送り、「我は大頭目であるが、既に年老いており、どうして悪名を負うことができようか。我と爾で講和せん」と申し出たとの記録がある。
年が明けて景泰元年（1450年）5月、アラク知院は参政のオルジェイ・トゴン（完者脱歓）を派遣し、明朝朝廷よりオイラト側に使者を派遣し、講和交渉を行うよう申し出た。また、この申出はアラク単独の意志ではなく、皆が講和を求めているものであり、もし信じられないようであればアラクが派遣した使者を人質として一人留めてもよい、とも述べている。
これを受けて、明朝朝廷は「阿剌知院使臣奏言」を信じて礼部右侍郎李実・大理寺右少卿羅綺・指揮馬顕らを7月1日に派遣し、李実らの交渉によって和議が成立すると、8月中には正統帝の帰還を見るに至った。なお、李実らがオイラトに赴く際、独石堡・馬営堡方面を通ったのは、講和の仲介者であるアラク知院の勢力圏であったためと考えられる。
また、アラクの派遣した使者と入れ替わりで、エセン自らが派遣したピール・マフムード（皮児馬黒麻）も明朝に辿り着いている。この時、ピール・マフムードは自らがアラク知院の派遣した使者と違って、エセンとタイスン・ハーンが直々に派遣した使者であることを強調し、自分が帯同しないと、講和は成立しないでしょう（朝廷必須遣大臣同往、庶事有済。不然、恐未易了）と述べたとの逸話がある。

### エセンとの対立
こうしてオイラトと明の関係は好転したが、今度はオイラト内部でエセンとタイスン・ハーンの対立が顕在化し始めた。エセンは自分の娘婿でタイスン・ハーンの甥にあたるハルグチュク・タイジを次代のハーンとしようとしていたが、タイスン・ハーンは自らの息子を後継者としようとし、遂に両者は開戦するに至った。この戦役において、アラク知院はエセン側に味方し、最初に哨戒として派遣されたが、1千の損害を出したとの記録がある。
タイスン・ハーンを弑逆することに成功したエセンは遂に自らハーン位に就いたが、チンギスの血統を引かないエセンの即位は各地で反発を呼んだ。一方、『蒙古源流』などのモンゴル年代記によると、エセンがハーンに即位した後、アラクはそれまでエセンが称していた「太師（tayisi）」の称号を譲るよう要求したという。ところが、エセンはこれを断った上、太師号を自らの息子に譲ってしまったため、激怒したアラクはエセンへの反逆を決意したとされる。なお、「アラクが太師号を名乗ることを要求したが、エセンがこれを拒絶したことが両者の対立の切っ掛けとなった」ことは『明実録』『明英宗実録』景泰5年（1454年）10月甲午条においても明記されている。
アラク・テムルがエセンに反逆したことは『明実録』・モンゴル年代記双方で特筆されているが、その内容は大きく異なる。まず、『明英宗実録』景泰5年10月甲午条では次のように述べられる。太師号を巡る問題でアラク知院と対立したエセンは、まず自らの息子を西番に派遣するのにアラク知院の二子を従行させるよう要求した。やってきたアラクの子どもたちの内、まず弟の方を毒殺し、さらに大同王アバボルギ（エセンの弟）らに命じてアラクの長男も殺害させた。これを受けてアラクは更にエセンに敵意を募らせ、3万の兵を率いて出陣し、先に使者を派遣してエセンの罪を糾弾した。これを受けてエセンは決戦が翌日に行われるものと思い、腹心の部下であるバヤン・テムルやボライらと協議していたところ、元々はアラクの配下であった曲卜剌禿僉院・禿革帖児掌判・阿麻火者学士らがゲルの中に入り、エセンとバヤン・テムルらを刺殺してしまった、という。
これに対し、多くのモンゴル年代記はアラク丞相がエセンに攻撃を仕掛けた後、エセンは単身逃れることができたが、飲食を求めて立ち寄った家で素性を見抜かれ、殺されてしまったという逸話を伝える。なお、漢文史料の「北虜考」にもモンゴル年代記とよく似た記述が見られる。
この二つの記事について、宝音徳力根は前者が同時代史料であるのに対し、後者は成立がかなり遅れることを指摘し、前者（『明実録』）の記事がより史実に近いと見なす。 また、後者のような逸話が作られたのは、チンギス・カンの末裔にとって因縁深いエセンの殺害が、単にオイラトの内紛のためだけでなくモンゴル側も関係していたとするため、という背景があったと考察している。 なお、『朝鮮王朝実録』の記事によって知院によるエセンの殺害が景泰5年8月のことであったと確認される。

### アラク・テムルの没落
エセン・ハーンを討ったことにより、トゴン・エセン父子によって築き上げられたオイラト帝国は事実上瓦解し、特にモンゴル高原東部において諸勢力の自立が進んだ。特に、オンリュートと総称されるチンギスハーンの弟たちの後裔が勢力を伸ばし、モーリハイ、斉王ボルナイらによってハーンが擁立された。一方で、アラク・テムルの打倒を主導したのがハラチン部を率いるボライで、『朝鮮王朝実録』によるとエセン殺害（8月）からすぐ、同年10月にはボライによる知院への攻撃が始まっていたという。
『明英宗実録』によると景泰6年（1455年）正月にはボライとアラク知院の抗争による烽火が見えるとの報告があり、同年4月にはボライが勝利を収め、アラク知院が有していた玉宝やエセンの母妻を奪ったと伝えられている。
これ以後もなおアラク知院は余命を保っていたようで、同年10月には新たに即位したマルコルギス・ハーンとモーノハイ、ボライらが4万騎を率いてケムケムジュート（坎坎地面、謙謙州）で3万の軍勢を維持するアラク知院を攻めたとの記録がある。これに対応するように、モンゴル年代記の一つ『シラ・トージ』には、エセンの死後に即位したマルコルギス・ハーンは母のサムル太后に連れられて「テス・ブルト（Tes Burutu）」でオイラト軍を撃ち破ったとの記述がある。「テス・ブルト」とは現在のモンゴル国フブスグル県やザブハン県を流れるテス川流域の何処かと推定されるが、この一帯はまさにケムケムジュート（現在のトゥヴァ共和国）の境界に相当する。そもそも、ケムケムジュートはモンゴル帝国時代の本来の「オイラト部族」の居住地でもあり、アラク知院はオイラトの根拠地であるケムケムジュートに逃れ込んで最後の抵抗を試みたようである。
しかし、景泰7年（1456年）8月には「アラク知院は部下によって殺された」ことが明朝に伝えられており、同年前半にアラク知院は死去していたようである。

### 子孫
モンゴル年代記の一つ、『蒙古源流』では「オイラトのバートトのバガルフン・オトクのアラク丞相の息子のメンゲレイ・アハラフ（Mongkele Aqalaqu）の娘のグシ・ハトン（Güši qatun）」をダヤン・ハーンが娶り、ゲレト・タイジとウバサンジャが生まれたとの記述がある。この人物を『シラ・トージ』では「オイラトのkeriye qojigir（鳥鴉禿子の意）」とするが、いずれにせよアラク・テムルの子孫がダヤン・ハーンの時代まで健在であったことが確認される。
このケリュー（Keriye）という人物は、「ヨンシエブのケリュー（Yüngšiyebü-yin Keriye）」という名前でも登場し、『蒙古源流』や『アルタン・トプチ』などでボルフ・ジノンを殺害した人物の一人とされている。これに関連して、漢文史料の『九辺考』では「ヨンシエブ（応紹不）」を構成する部族の中に「孛来（ブリヤート）」と「叭児廒（バルグ）」があると記されている。本来はオイラトを構成する部族であったバートト・トゥメン（バルグ・ブリヤートを含む）は、恐らくはその一部がアラク・テムルを破ったボライによって奪われ、ケリューの指揮するオトクとして「大ヨンシエブ」を構成したものと考えられる。